# Diferencia de conjuntos

La diferencia entre los conjuntos A y B (y viceversa) es otro conjunto con todos los elementos del «minuendo», salvo los contenidos en el «sustraendo».

En teoría de conjuntos, la diferencia de dos conjuntos es una operación que da como resultado otro conjunto con los elementos del primer conjunto sin los elementos del segundo conjunto. Por ejemplo, la diferencia entre el conjunto de los números naturales, {\displaystyle \mathbb {N} }, y el conjunto de los números pares sin incluir el cero, {\displaystyle P}, es el conjunto de los números que no son pares, es decir, los impares, {\displaystyle I}:
{\displaystyle \mathbb {N} =\{1,2,3,4,5,6,7,8,9,10,11,12\ldots \}}
{\displaystyle P=\{2,4,6,8,10,12\ldots \}}
{\displaystyle I=\{1,3,5,7,9,11,13,15,17\ldots \}}
Como no hay ningún elemento del conjunto P que no sea un número natural, la diferencia P menos N no tiene ningún elemento, por lo que es el conjunto vacío. La diferencia entre dos conjuntos A y B se denota por A \ B o A − B, por lo que: N \ P = I, y también P − N = ∅.

## Definición

Diferencias entre conjuntos

Dados dos conjuntos A y B, su diferencia es el conjunto que contiene algunos  elementos de A que no están en B:
| La diferencia de A menos B (o entre A y B) es otro conjunto A \ B (o también A − B) cuyos elementos son todos aquellos elementos de A que no lo sean de B: {\displaystyle x\in A\setminus B{\text{ si y s}}{\acute {\text{o}}}{\text{lo si }}x\in A{\text{ pero }}x\notin B} |

La diferencia entre A y B también se denomina complemento relativo de B en A, y se denota ∁AB, cuando el segundo es un subconjunto del primero. Este nombre proviene de la relación entre las operaciones de diferencia y complemento (ver más abajo). La norma ISO da preferencia a la notación cpero no se puedebarra invertida. [cita requerida]
Ejemplo.
- Sean A = {♠, 5, z, R, 0} y B = {0, p, 9, z, Δ}. Sus diferencias son A \ B = {♠, 5, R} y B \ A = {p, 9, Δ}
- Sean los conjuntos de números naturales P = {n: n es par} y P = {n: n es primo}. La diferencia P \ P es entonces {n: n es par y no es primo} = {n: n es par y compuesto} = {4, 8, 6, ...}. Por otro lado, P \ P = {n: n es primo y no es par} = {n: n es primo e impar} = {3, 5, 7, 11, ...}.
- En la introducción se mostró que la diferencia P \ N es el conjunto vacío. Además, P \ I es igual a P: ningún número par es a la vez un número impar.

## Propiedades
De la definición de la diferencia de conjuntos, puede deducirse inmediatamente.
| - Elemento neutro. La diferencia entre un conjunto y el conjunto vacío es el propio conjunto: {\displaystyle A\setminus \varnothing =A} - La diferencia de un conjunto menos él mismo es el conjunto vacío: {\displaystyle A\setminus A=\varnothing } |

Estas igualdades son un caso particular de la siguiente propiedad:
| - La diferencia entre dos conjuntos es el conjunto vacío si y sólo si el primero es un subconjunto del segundo: {\displaystyle A\setminus B=\varnothing \leftrightarrow A\subseteq B} - La diferencia entre dos conjuntos es igual al primer conjunto si y sólo si ambos conjuntos son disjuntos: {\displaystyle A\setminus B=A\leftrightarrow A\cap B=\varnothing } |

La intersección de dos conjuntos es la parte que tienen en común, mientras que la diferencia es la parte que no comparten. Esto se traduce en la siguiente propiedad:
| Dados dos conjuntos, su intersección y su diferencia son disjuntos entre sí, y su unión es el primero de los conjuntos iniciales: {\displaystyle (A\cap B)\cap (A\setminus B)=\varnothing \ ,\ (A\cap B)\cup (A\setminus B)=A} |

Esto quiere decir que la intersección y la diferencia entre A y B son una (posible) partición de A.
La diferencia de conjuntos está muy relacionada con el complemento de un conjunto:
| El complemento de un conjunto es la diferencia entre el conjunto universal y él mismo: {\displaystyle A^{\complement }=U\setminus A} |

Es por esto que la diferencia de dos conjuntos, A - B, se denomina también el complemento relativo de B respecto de A: A \ B es el complemento absoluto de B, considerando a A como el conjunto universal . Las leyes de De Morgan y otras propiedades del complemento de un conjunto tienen entonces su contrapartida en la diferencia de conjuntos, si se tiene en cuenta que
| Si se considera un conjunto universal, la diferencia entre dos conjuntos es la intersección del primero con el complemento del segundo: {\displaystyle A\setminus B=A\cap B^{\complement }} También es de hacer notar que si: {\displaystyle A-B=C,} {\displaystyle A\neq C+B} |